# Chai (herb szlachecki)
Chai – polski herb szlachecki z nobilitacji.

## Opis herbu
W polu błękitnym, na pagórku zielonym drzewo barwy naturalnej, o trzech konarach, na którym pelikan srebrny karmiący krwią z piersi swoje młode. Pod drzewem, oparte o pień przednimi nogami dwa dziki barwy naturalnej, patrzące na pelikana.
Klejnot: trzy pióra strusie.
Labry błękitne, podbite srebrem.

## Najwcześniejsze wzmianki
Nadany 2 marca 1551 Stefanowi Chai z Podegrodzia na Spiszu.

## Herbowni
Chai.